# Hsieh Hsin-ying
Pour les articles homonymes, voir Xie.
Hsieh Hsin-Ying (anglais : Nikki Hsieh), née le 1er mai 1985, est une actrice de cinéma et de télévision taïwanaise.

## Biographie
Hsieh Hsin-Ying travaille d'abord comme mannequin puis commence une carrière d'actrice.
En 2006, elle participe à Alice's Mirror et remporte le prix de la meilleure actrice dans un second rôle aux 43e Golden Horse Awards pour sa performance. En 2011, elle remporte le prix de la meilleure actrice au 13e Festival du film de Taipei pour ses performances dans Fate Makeup Artist et Disappearance. En 2013, elle est présélectionnée pour le prix de la meilleure actrice principale aux 48e Golden Bell Awards pour sa performance dans la série télévisée White Love. En 2020, elle est nommée aux 55e Golden Bell Awards dans la catégorie Actrice de soutien dans une mini-série télévisée ou dans un téléfilm pour sa performance dans Article 1 of the Household Covenant et, la même année, elle est également nommée pour le prix de la meilleure actrice aux 57e Golden Horse Awards pour sa performance dans Freak, tout comme aux 23e Taipei Film Awards.

## Filmographie partielle

### Au cinéma
- 2015 : The Assassin : Huji

### Série télévisée
- 2005 : Itazura na Kiss : Pei Ziqi
- 2021  Light the Night : Youri (sur Netflix

## Récompenses et distinctions
| année | Cérémonie                                                 | Récompenses                                       | Film                                                          | Rôle                | résultat   |
| ----- | --------------------------------------------------------- | ------------------------------------------------- | ------------------------------------------------------------- | ------------------- | ---------- |
| 2006  | 43e cérémonie des Golden Horse Film Festival and Awards   | meilleure actrice dans un second rôle             | Alice's Mirror                                                | Xiaomi              | Lauréat    |
| 2011  | 13e Festival du film de Taipei                            | meilleure actrice                                 | Honey PuPu                                                    | Joueuse             | Lauréat    |
| 2011  | 13e Festival du film de Taipei                            | meilleure actrice                                 | Make Up                                                       | Wu Minxiu           | Lauréat    |
| 2012  | 10e Festival du film asiatique italien                    | meilleure actrice                                 | Make Up                                                       | Wu Minxiu           | Lauréat    |
| 2013  | 48e récompenses de la cloche d'or                         | Meilleure actrice dans une série dramatique       | Amour blanc                                                   | Il Yuncai           | Nomination |
| 2020  | 55e récompenses de la cloche d'or                         | Actrice de soutien dans une mini-série / téléfilm | Mirror Literature Thriller Theatre - Pacte familial Article 1 | La mère de Qingqing | Nomination |
| 2020  | 57e Golden Horse Awards                                   | meilleure actrice                                 | Le Monstre                                                    | Chen Jing           | Nomination |
| 2021  | 2e prix de l'Association des critiques de films de Taiwan | meilleure actrice                                 | Le Monstre                                                    | Chen Jing           | Nomination |
| 2021  | 12e Festival Annuel du Livre du Jeune Film                | actrice de l'année                                | Le Monstre                                                    | Chen Jing           | Nomination |
| 2021  | 23e Taipei Film Awards                                    | meilleure actrice                                 | Le Monstre                                                    | Chen Jing           | Nomination |